# Pyranthus lucens
Pyranthus lucens là một loài thực vật có hoa trong họ Đậu. Loài này được (R.Vig.) Du Puy & Labat miêu tả khoa học đầu tiên.